# Eurocopter HH-65 Dolphin
L'Eurocopter HH-65 Dolphin è un elicottero multiruolo biturbina sviluppato dall'azienda aeronautica Eurocopter, predisposto per ricerca e soccorso (SAR) e gestito dalla United States Coast Guard (USCG). È una variante dell'Eurocopter AS365 di costruzione francese.

## Storia del progetto
Se non diversamente indicato, i dati sono tratti da "avionslegendaires.net - AMERICAN EUROCOPTER MH-65 DOLPHIN".
Nel 1977 il Dipartimento dei trasporti degli Stati Uniti, ente da cui dipendeva all'epoca la US Coast Guard, lanciò il programma SSR (Short Range Recovery) per un nuovo elicottero da ricerca e soccorso. La specifica per il nuovo velivolo comprendeva, come prerogativa principale, il recupero a corto raggio nelle operazioni costiere. Scopo del programma era di fornire alla US Coast Guard un elicottero moderno che andasse a sostituire l'ormai vetusto Sikorsky HH-52A Sea Guard. Tali specifiche richiedevano che il futuro elicottero fosse biturbina e che fosse dotato di un'autonomia pari a 150 miglia (circa 240 chilometri) da una base terrestre o da una nave da crociera, che gli avrebbe permesso di restare nell'area di recupero per trenta minuti e di poter rientrare alla propria base con una riserva di carburante equivalente a venti minuti di volo. Inoltre, il futuro velivolo doveva essere in grado di volare a una velocità di cento nodi ed a un'altitudine di mille piedi, ovvero a circa 185 chilometri orari ed a 305 metri da terra.

### Il programma
Se non diversamente indicato, i dati sono tratti da "avionslegendaires.net - AMERICAN EUROCOPTER MH-65 DOLPHIN".
Al programma SRR parteciparono tre produttori di elicotteri, ognuno dei quali avanzò il proprio progetto preliminare. Questi erano: Bell che propose una versione profondamente modificata del suo Bell 222; Sikorsky, che propose l'S-76 Spirit e la francese Aérospatiale, che presentò una versione "americanizzata" del suo SA 365F Dauphin 2. Contro ogni aspettativa,  la proposta Bell fu eliminata molto rapidamente, perché ritenuta non adatta alle esigenze della USCG. Con l'esclusione di Bell e poiché 
Aérospatiale era francese, Sikorsky pensò di avere la vittoria in tasca, in quanto all'epoca si gli acquisti venivano fatti ai sensi del cosiddetto Buy American Act 
 del marzo 1933, che imponeva di acquistare un prodotto progettato e fabbricato negli Stati Uniti. La Francia, però, aveva un asso nella manica: Aérospatiale Helicopters Corporation.
Questa società e le sue fabbriche erano, nonostante ciò che si potrebbe pensare, rigorosamente americane, ed avevano sede a Grand Prairie, in Texas, quindi, AHC sarebbe stata in grado di produrre una versione appositamente adattata dell'SA 365F Dauphin 2.
Nel novembre 1984 il governo americano, con grande clamore, dichiarò vincitrice la proposta francese, e per restare in linea con il Buy American Act, fu stabilito che il futuro elicottero dovesse essere composto per il 70% da componenti e sistemi statunitensi. Pertanto, la prima grossa modifica al progetto riguardò il motore: la turbina francese Turbomeca Arriel 1M1 da 749 cavalli fu sostituita dalla statunitense Lycoming LTS-101-750B da 742 cavalli.

### La produzione
Se non diversamente indicato, i dati sono tratti da "avionslegendaires.net - AMERICAN EUROCOPTER MH-65 DOLPHIN".
La versione per il requisito statunitense fu designata SA 366G, e fu, come annunciato in fase di presentazione del progetto, prodotta negli stabilimenti di Grand Prairie, in Texas.
Rispetto al SA 365F da cui derivava, il SA 366G non differiva da esso solo per il nuovo motore, ma anche per altri aspetti. Il portellone posteriore di destra fu modificato per consentire l'installazione di un vano per l'avionica come richiesto nelle specifiche. L'elicottero fu fornito in kit di montaggio, in quanto la cellula e il Fenestron del rotore di coda anti-coppia venivano prodotti in Francia e, poi, trasportati via nave negli Stati Uniti, dove l'assemblaggio finale avveniva a Grand Prairie con attrezzature statunitensi.
Un totale di novantasei elicotteri sono stati ordinati dalla Guardia Costiera degli Stati Uniti .
Nel novembre del 1984 furono ordinati 96 esemplari, il primo dei quali entrò in servizio con la USCG nell'autunno del 1985 con la denominazione HH-65A Dolphin, e le consegne furono completate in meno di cinque anni, consentendo rapidamente il ritiro di tutti gli HH-52A. 
Entrato in servizio, il nuovo elicottero francese rivoluzionò e rese orgogliosia di averlo acquisito la USCG, per la quale fu il primo velivolo ad ala rotante costruita in metallo e materiali compositi ad entrare in servizio attivo con le insegne statunitensi. Molto rapidamente, la sua facilità di pilotaggio ma anche di atterraggio, anche con mare grosso, ne fecero l'elicottero preferito dai piloti della Guardia Costiera statunitense.
L'HH-65A per le specifiche della USCG doveva trasportare un equipaggio composto da quattro persone: pilota, copilota, meccanico di volo e aerosoccorritore.

### Versioni e programmi di aggiornamento
Se non diversamente indicato, i dati sono tratti da "avionslegendaires.net - AMERICAN EUROCOPTER MH-65 DOLPHIN".
Nonostante si fosse rivelato un ottimo elicottero, anche l'HH-65A aveva un suo tallone di Achille: le due turbine Lycoming LTS-101-750B che non hanno mai soddisfatto pienamente gli equipaggi. A differenza di altri modelli di Dauphin in servizio in altre parti del mondo, l'HH-65A Dolphin, durante alcune missioni, non è stato in grado di tornare alla sua base o alla sua nave di origine in caso di avaria di una delle due turbine. Pertanto, nel 1993, fu costituita una commissione per ovviare al problema. La Aérospatiale Helicopters Corporation, come alternativa alle turbine statunitensi, propose di riconsiderare le turbine francesi, quindi di rimotorizzare l'HH-65A con due Turboméca Arriel 2C1. La stessa AHC, sempre per rimanere conforme alle leggi statunitensi, propose di far assemblare le turbine da tecnici statunitensi nella propria fabbrica in Texas e sotto la supervisione di ingegneri statunitensi e francesi. Nonostante la soluzione è sembrava soddisfare tutti, non se ne fece nulla, in quanto la Guardia Costiera degli Stati Uniti non aveva il budget necessario alla rimotorizzazione dell'intera linea.
Nel 1999, tuttavia, un progetto permise di aggiornare i 92 HH-65A ancora in servizio alla nuova versione HH-65B. Il programma fu messo in atto da American Eurocopter, il nome assunto da AHC dopo la fondazione di Eurocopter in Europa. Punto focale di questo aggiornamento fu l'avionica. Furono integrati visori per la navigazione notturna, un GPS e un TCAS, sistema di allerta del traffico ed elusione di collisione. Tale aggiornamento portò alla modifica dell'intera linea di elicotteri e venne portato a termine tra la fine del 2000 e la fine del 2001.
Nonostante fossero stati appena aggiornati, l'idea di un nuovo motore era ancora in fermento nelle teste degli ammiragli della US Coast Guard, anch'essi molto affezionati all'HH-65 Dolphin. Fu così che, a meno di tre anni dall'entrata in servizio dell'ultimo HH-65B, alla fabbrica texana della American Eurocopter fu assegnato il programma più ambizioso, ovvero rimotorizzare tutti gli elicotteri portandoli alla variante HH-65C. Su tutti gli elicotteri, le turbine Lycoming LTS-101-750B da 742 cavalli lasciarono il posto al Turbomeca Arriel 2C2 che forniva una potenza unitaria di 934 cavalli fornendo al velivolo oltre il 25% di potenza aggiuntiva. Le modifiche apportate all'avionica ed alle turbine, permisero all'HH-65C Dolphin di acquisire una nuova capacità multi-missione, capacità che permise l'utilizzo del velivolo anche nelle missioni notturne della HITRON, il reparto armato della Guardia costiera americana specializzato nella lotta alla droga. Tutti gli elicotteri così modificati, vennero riconsegnati tra l'autunno 2004 e l'estate del 2006.
Naufragato il programma MD Helicopters MH-90A Enforcer, poi, qualche anno dopo l'Agusta MH-68A Mako, la US Coast Guard, capì che una nuova versione dell'HH-65 avrebbe svolto egregiamente il lavoro, anche meglio dei su citati modelli. Per questo motivo, alla fine del 2008, appena quattro settimane dopo il ritiro dal servizio del mai amato MH-68A Mako, i Dolphins videro cambiare la loro designazione in MH-65C.
Ciò indicava che oltre alle consuete funzioni di ricerca e soccorso in mare e di controllo della pesca, questi elicotteri avrebbero svolto missioni più diversificate come la lotta alla tratta nel Golfo del Messico e nell'arco caraibico o anche la lotta al terrorismo.
All'inizio del 2011, Eurocopter American, produsse cinque nuovi AS.366G2 per il Dipartimento della Sicurezza, che li girò subito alla Guardia Costiera degli Stati Uniti e ridesignati MH-65D. Tale versione poteva integrare anche armamenti minimi come fucili di precisione per cecchini o anche una mitragliatrice leggera di calibro 5,56 millimetri NATO.
Sei anni più tardi, la USCG decise di attuare un nuovo aggiornamento, pertanto tutti gli MH-65C furono portati allo standard MH-65E. Per la prima volta, questo programma non si svolse interamente nella fabbrica di Grand Prairie, ma anche nelle officine aeronautiche della Guardia Costiera americana a Elizabeth City, nella Carolina del Nord. Sull'MH-65E fu integrata un'avionica all'avanguardia, compatibile con quella del Sikorsky MH-60T Jayhawk, l'altro elicottero utilizzato dalla Guardia Costiera degli Stati Uniti. Fu aggiornato anche l'abitacolo, dotandolo di display multifunzione. Parte della trasmissione, ma anche il carrello di atterraggio revisionato, provenivano dal Dauphin N3. Fu rivisto anche l'argano meccanico, che era ancora il modello originale installato sugli iniziali HH-65A.
I "nuovi" MH-65E hanno impiegato più tempo del previsto per arrivare alle unità a causa della pandemia di Covid-19, infatti, i primi sono stati schierati solo durante il 2021 e non nel 2019 come inizialmente previsto.  L'MH-65 Dolphin è amato così tanto dagli equipaggi della USCG che lo hanno soprannominato "Mighty Little French", che tradotto significa "piccolo e possente francese".
All'inizio del 2022 la Guardia Costiera degli Stati Uniti ha annunciato che i suoi 98 MH-65D/E Dolphin sarebbero rimasti in servizio almeno fino al 2039, ovvero 54 anni dall'immissione in servizio del primo HH-65A.

### Altri operatori
Se non diversamente indicato, i dati sono tratti da "avionslegendaires.net - AMERICAN EUROCOPTER MH-65 DOLPHIN".
Nonostante, l'Aérospatiale SA 366G fosse stato appositamente progettato per gli Stati Uniti, due esemplari furono acquisiti da Israele, che li utilizzò dal 1985 al 1997, perdendone uno in missione. Questi elicotteri furono sostituiti dal molto più moderno Eurocopter AS 565 Panther. Lo stato ebraico è stato l'unico paese "straniero" ad utilizzare l'HH-65 Dolphin.

## Utilizzatori
Stati Uniti
- United States Coast Guard

96 HH-65A Dolphin ordinati nel novembre del 1984 ed entrati in servizio dall'autunno del 1985. Ulteriori 5 MH-65D ricevuti nel 2011.
 Israele
- Heyl Ha'Avir

2 SA 366G in servizio dal 1985 al 1997.